# Leila Ghandi
Leila Ghandi (árabe: ليلى غاندي; Casablanca el 26 de julio de 1980) es una fotógrafa y periodista marroquí. Ha sido apodada "La marroquí Titouan Lamazou" o "Bent Battouta" (La hija de Ibn Battuta).

## Afiliación y formación
Leila nació en Casablanca en 1980. Es hija de Amal Alami y Ali Ghandi, antiguo director general de la Asociación Marroquí de la Industria Farmacéutica fallecido en 2010. Sus primeros años de formación fueron en la escuela Théophile Gautier; y en 1991 ingresó en el Lycée Lyautey donde realizó el bachillerato.  Entre 1998 y 2002 estudió comercio internacional en la BEM Management School de Burdeos y en 2004, obtuvo su Máster en Marketing Estratégico en Política en la prestigiosa Sciences Po. Durante sus estudios en Sciences Po, entre 2002 y 2004, realizó un intercambio en la Universidad de Portsmouth y obtuvo un título en European Business and Management.

## Trayectoria profesional

### Crónicas de China
Leila Ghandi viajó a China en 2003. Un año después, regresó al país para trabajar en un centro de formación franco-chino en Pekín dependiente de la Embajada de Francia en China, como responsable de un proyecto europeo.
Durante su viaje, enviaba regularmente correos electrónicos a su familia para contarles su nueva vida. De vuelta a Marruecos, se le ocurrió la idea de reunir todas sus notas en un libro. Así apareció en diciembre de 2006 Crónicas de China, publicado por Le Fennec Editions. El prefacio del libro corrió a cargo de Dominique Reynié, que fue su profesor en la Sciences Po de París.
Para publicar su obra, Leila Ghandi obtuvo una beca financiera del Servicio de Cooperación y Acción Cultural de la Embajada de Francia en Marruecos.
En 2008, fue miembro del jurado del 12º Festival Internacional de Cine Aventura y Descubrimiento de Val-d'Isère. Ese mismo año, ganó el "Trofeo del Éxito en Femenino" en el Palacio de Luxemburgo, entregado por la Secretaria de Estado de Política Urbana, Fadela Amara. En 2009, recibió por su libro el premio literario de la Agencia de Estados Unidos para el Desarrollo Internacional (USAID).

### Viajes con Leila Ghandi
Desde 2012, anima un programa con su nombre en 2M TV Voyages avec Leila Ghandi (Viajes con Leila Ghandi) que se emiten mensualmente en prime time para el programa de documentales "Des Histoires et des Hommes" (Historias y Humanos).
Se trata de una serie de documentales de viajes que ponen de relieve la cultura y el estilo de vida de cada país, a través de historias humanas, en las que intenta cenar y alojarse con los lugareños.
Durante su viaje a Palestina en 2013, conoció a varias personalidades como Michel Warschawski, el presidente Mahmoud Abbas al que entrevistó durante casi una hora en su oficina de Mukataa en Ramallah.
Con este episodio, ganó en el mismo año el premio Anna Lindh Mediterranean Journalist Award categoría TV, organizado por la Fundación Euromediterránea Anna Lindh para el Diálogo entre Culturas, superando a periodistas de France 2 y Arte.
En 2013, Leila Ghandi participó en el documental de Serge Moati "Méditerranéennes - mille et un combats" [Mediterráneo - mil y un combates], emitido en France 2 en el programa Infrarouge.
Su episodio "Leila Ghandi en Túnez" compitió en el Festival de Televisión de Montecarlo en junio de 2013.
En enero de 2014, fue elegida entre las 50 personalidades que hacen Marruecos por la revista Jeune Afrique.

### Exposiciones y vida artística
En diciembre de 2005, expuso algunos ejemplares en la Abadía de Saint-Germain-des-Prés de París.
Durante su viaje a China, realiza su primera serie titulada "Timeless China : la Chine d'un autre temps", que se expone en la Galería Lucernaire (París) en enero/febrero de 2006.
Expone la misma serie en la Art Lounge Gallery de Beirut en abril de 2006, bajo el nombre de "Timeless China & spiritual, portraits of Tibet".
En enero de 2007, participa con otros cuatro fotógrafos en la exposición "Miradas (de) marroquíes sobre el mundo", celebrada en la Iglesia del Sagrado Corazón de Casablanca.
En 2011, Leila Ghandi ganó el primer premio del Concurso de Fotografía Profesional Unión Europea-Unión Africana "La belleza africana en todos sus estados" como representante de África del Norte. Sus fotos se han expuesto en la sede de la Comisión Económica de las Naciones Unidas para África Africa Hall y en la Alianza Francesa de Addis Abeba al margen de la 16.ª Cumbre de la UA, celebrada los días 30 y 31 de enero de 2011.
En marzo/abril de 2012, expuso su colección "Vies à vies" en la Galería de Arte CDG de Rabat.
Durante la gira francesa de la cantante de jazz Dee Dee Bridgewater en 2000, Leila Ghandi le acompañó como bailarina. Percusionista, también es miembro del grupo brasileño "Batala" que actúa en numerosos festivales y carnavales.
Entre el 3 y el 8 de mayo de 2015, junto con veinte mujeres, participa en el programa "Mujeres y Poder: Liderazgo en un nuevo mundo", programa organizado por la Escuela de Gobierno John F. Kennedy de la Universidad de Harvard.

## Premios
- Trofeo EuroMed de la Réussite au Féminin entregado en el Palacio de Luxemburgo por Fadela Amara (2008)
- Premio literario de la Agencia de los Estados Unidos para el Desarrollo Internacional (2009)
- Líder de opinión de Search for Common Ground (2010)
- Femme d'excellence de Marsella-Provenza 2013 (2012)
- Premio Periodista Mediterráneo de la Fundación Euromediterránea Anna Lindh para el Diálogo entre Culturas (2013)
- Caballero de la Orden de las Artes y las Letras (2014)